# یاماناکاکو، یاماناشی
یاماناکاکو، یاماناشی (به لاتین: Yamanakako, Yamanashi) یک منطقهٔ مسکونی در ژاپن است که در Minamitsuru District واقع شده‌است. یاماناکاکو ۵۲٫۸۱ کیلومترمربع مساحت و ۵٬۲۸۸ نفر جمعیت دارد.